# Thanet District
Thanet District är ett distrikt (motsvarande kommun) i grevskapet Kent i England, Storbritannien. Distriktet har 140 689 invånare (2022). Större orter är Broadstairs, Margate och Ramsgate. Distriket är indelat i elva civil parishes förutom huvudorten Margate som inte ingår i någon civil parish.